# Pedro Aguirre Cerda (commune)
Pour les articles homonymes, voir Pedro Aguirre Cerda.
Pedro Aguirre Cerda, connue également sous son abréviation P.A.C., est une commune du  Chili située dans la province et la région métropolitaine de Santiago.

## Géographie

### Situation

Localisation de Pedro Aguirre Cerda (en rouge) au sein de l'agglomération de Santiago.

La commune s'étend sur 10 km2 dans le sud-ouest de l'agglomération de Santiago et regroupe principalement des quartiers populaires particulièrement pauvres de la capitale dont celui de La Victoria. 

## Histoire
Sur le territoire de la commune se déroule le 14 décembre 1829, la bataille d'Ochagavía, premier affrontement armé de la guerre civile chilienne.
La commune est créée le 12 août 1981 par fusion de quartiers issus des communes de Santiago, San Miguel et La Cisterna. Elle porte le nom du premier président de gauche du Chili.
Le quartier de La Victoria est un des pôles de résistance à la junte militaire d'Augusto Pinochet et où est tué le prêtre André Jarlan au cours de manifestations contre le régime en 1984.

## Population et société

### Démographie
En 2017, la population s'élevait à 145 207 habitants.

## Politique et administration
La commune est dirigée par un maire et huit conseillers élus pour un mandat de quatre ans. Les dernières élections ont eu lieu les 26 et 27 octobre 2024.
| Période         | Période         | Identité                     | Étiquette | Qualité |
| --------------- | --------------- | ---------------------------- | --------- | ------- |
| 12 août 1991    | 6 décembre 1992 | Juan Saavedra Gorriateguy    | PPD       |         |
| 6 décembre 1992 | 6 décembre 1996 | Margarita Pizarro Uyevich    | PDC       |         |
| 6 décembre 1996 | 6 décembre 2008 | Juan Saavedra Gorriateguy    | PPD       |         |
| 6 décembre 2008 | 6 décembre 2016 | Claudina Núñez Jiménez       | PC        |         |
| 6 décembre 2016 | 28 juin 2021    | Juan Rozas Romero            | Ind./PPD  |         |
| 28 juin 2021    | en fonction     | Luis Astudillo Peiretti (en) | Ind./PS   |         |

## Transports
Pedro Aguirre Cerda est desservie par deux stations, Lo Valledor et Presidente Pedro Aguirre Cerda, de la ligne 6 du métro de Santiago, ainsi que par le réseau d'autobus Red de l'agglomération de Santiago.